# عابده
عابده دختر محمدعَلَم دختری افغانستانی در حدود ۲۰ ساله از ولایت غور بود که در پی فشار برای ازدواج اجباری در ۹ ثور/اردیبهشت ۱۴۰۴ (۲۷ آوریل ۲۰۲۵) در ولسوالی تیواره، خود را سوزاند. مرگ عابده اعتراض و توجه بسیاری را برانگیخت.

## انگیزه و زمینه
فردی به‌نام محمد رحمانی مدعی بود که عابده از کودکی برای برادرش، محمد عظیم، «به‌نام» شده‌است، ادعایی که خانواده عابده رد کردند. رحمانی درخواست داشت با رسیدن عابده به سن بلوغ شرعی، باید با برادرش ازدواج کند ولی والدین عابده با این‌کار مخالفت کردند. سرانجام با تسلط دوباره طالبان بر افغانستان، محمد رحمانی به دادگاه محلی شکایت کرد و دادگاه در بار سوم، حکم کرد که عابده باید با محمدعظیم ازدواج کند و به اداره حقوقی ولسوالی/فرمانداری دستور داد که عابده را به محمدعظیم بسپارند.

## نحوه خودسوزی و مرگ
در روز حادثه، نیروهای طالبان برای اجبار او به خانه پدر عابده رفته بودند. عابده بنزین روی خود ریخته و خود را به آتش کشید. پیامد این عمل، وقوع سوختگی شدید بود و با وجود تلاش اهالی برای خاموشی، عابده بر اثر زخم‌ها درگذشت.

## واکنش‌ها
- کمیته مدافعان حقوق بشر افغانستان آن را نشانگر «خشونت ساختاری جنسیتی» و تجمع قدرت طالبان بر زنانی که امکان انتخاب ندارند، خواند.
- ریچارد بنیت، گزارشگر ویژه حقوق بشر سازمان ملل در افغانستان، خواستار تحقیق مستقل و پاسخ‌گویی گردید و آن را نمونه‌ای از سرکوب سیستماتیک زنان دانست.[۲]

- جنبش‌های مدنی زن و شبکه‌های اجتماعی (با هشتگ‌هایی مانند #JusticeForAbida و #NoToForcedMarriage) واکنش نشان دادند و خواستار بازتاب جهانی و تغییر ساختاری شدند.

## پیامدها و اهمیت
- نشان‌دهنده ادامه نیروی اعمال‌شده برای ازدواج اجباری و فقدان حمایت قضایی و اجتماعی زنان در افغانستان تحت حاکمیت طالبان است.
- اشاره به کاهش روزافزون حضور زنان در عرصه عمومی و تشدید خشونت نهادشده‌ی جنسیتی کرده‌است.
- برخی گروه‌ها مانند جنبش «شنبه‌های ارغوانی» خواستار تعیین روز جهانی اعتراض به ازدواج اجباری در ۲۷ اپریل (روز مرگ عابده) شده‌اند.[۳]

## لینک‌های پیوست
1. (ویدیو) تلاش همسایگان برای خاموش کردن آتش خودسوزی تلخ عابده.